# Рефлексивне відношення
Властивості бінарних відношень:
{\displaystyle \forall a,b,c\;\in {X}:}
рефлексивність {\displaystyle (aRa)\!}

антирефлексивність {\displaystyle \lnot (aRa)\!}

симетричність {\displaystyle aRb\Rightarrow bRa\!}

асиметричність {\displaystyle aRb\;\Rightarrow \lnot (bRa)}

антисиметричність {\displaystyle aRb\wedge bRa\Rightarrow a=b}

транзитивність {\displaystyle aRb\wedge bRc\Rightarrow aRc}

антитранзитивність {\displaystyle aRb\wedge bRc\Rightarrow \lnot (aRc)}

повнота {\displaystyle aRb\vee bRa\!}
В математиці, бінарне відношення R на множині X є рефлексивним якщо для кожного a ∈ X виконується aRa, тобто
{\displaystyle \forall a\in X:\ aRa}
Властивість рефлексивності:
- матриця рефлексивного відношення характеризується тим, що всі елементи головної діагоналі рівні 1;
- граф — тим, що кожна вершина має петлю — дугу (х, х).

Якщо ця умова не виконана ні для якого з елементів множини {\displaystyle X}, тоді відношення {\displaystyle R} називається антирефлексивним (або іррефлексивним).
Для антирефлексивного відношення:
- в матриці всі елементи головної діагоналі дорівнюють нулю
- граф такого відношення характеризується тим, що не має жодної петлі — немає дуг вигляду (х, х).

Формально антирефлексивність відношення {\displaystyle R} визначається як:
{\displaystyle \forall a\in X:\ \neg (aRa)}.
Якщо умова рефлексивності виконана не для всіх елементів множини {\displaystyle X}, тоді кажуть, що відношення {\displaystyle R} нерефлексивне.

## Приклади рефлексивних відношень
- {\displaystyle =\!} "дорівнює"
- {\displaystyle \leq \!} "менше або дорівнює"
- {\displaystyle \geq \!} "більше або дорівнює"
- {\displaystyle \subseteq \!} "є підмножиною або дорівнює"

## Приклади відношень, що не є рефлексивними
- {\displaystyle \neq \!} "не дорівнює"
- {\displaystyle <\!} "менше"
- {\displaystyle >\!} "більше"
- {\displaystyle \subset \!} "є підмножиною"